# Howard Dell
Howard Dell (n. 4 aprilie 1962, Toronto) este un actor, cântăreț și sportiv canadian.

## Biografie
Howard Dell s-a născut în Toronto, Ontario, Canada. Cu toate că s-a născut în Canada, mare parte din cariera sa de actor și sportiv și-a construit-o în Statele Unite ale Americii.
Ca sportiv, acesta a obținut 10 medalii de aur, una de argint la Jocurile Mondiale pentru persoanele cu tansplant, o medalie de bronz la Campionatul Național de Decatlon, locul trei la Campionatul Mondial de Bobsleigh și locul 12 la Olimpiada de la Calgari din 1988.
Debutul său în actorie a fost în serialul “A Different World”, un serial de comedie despre studenți, unde a jucat alături de Halle Berry. Dell a jucat timp de 5 ani în arhicunoscutul serial, “Tânăr și neliniștit”, în rolul detectivului Troy Hawkins. Dell a părăsit serialul după ce a fost diacnosticat cu colangită cronică sclerozantă, în 2005. Actorul a vândut tot ce a avut și a plecat în lume să caute vindecare pentru boala sa. În final, după un transplant și 17 operații, Dell a reușit să învingă boala. 
În septembrie 2016, Dell a participat la Balcaniada Veteranilor, unde a câștigat pentru România 5 medalii (100m, 200m, aruncarea discului, aruncarea săgeții și ștafeta de 4X100m).

### Vocea României
În 2016, Dell a participat la audițiile pe nevăzute din cadrul emisiunii-concurs, Vocea României, intrând în echipa Loredanei.

## Filmografie
| Anul | Film                                | Rol                       | Notă  |
| ---- | ----------------------------------- | ------------------------- | ----- |
| 1991 | A Diffrent World                    | -                         | [ 4 ] |
| 1994 | Beyond Suspicion                    | Capt. Townsend            | [ 4 ] |
| 1995 | Pe muchie                           | Crainic de televiziune    | [ 4 ] |
| 1996 | Prisoner of Zenda, Inc.             | Antrenorul Wilson         | [ 4 ] |
| 1996 | Crima de la miezul nopții           | Simion                    | [ 4 ] |
| 1996 | The Halfback of Notre Dame          | Antrenorul Dell           | [ 4 ] |
| 1996 | The Halfback of Notre Dame          | -                         | [ 4 ] |
| 1997 | Unda de șoc                         | -                         | [ 4 ] |
| 1997 | Once a Thief (Serial TV)            | Agentul Dobrinsky         | [ 4 ] |
| 1997 | Joe Torre: Curveballs Along the Way | Darryl Strawberry         | [ 4 ] |
| 1998 | Voyage of Terror                    | Steward                   | [ 4 ] |
| 1999 | Mean Streak                         | Cash Manley               | [ 4 ] |
| 2001 | O blondă de succes                  | Trevor                    | [ 4 ] |
|      | Tânăr și neliniștit (Serial TV)     | Detectivului Troy Hawkins | [ 4 ] |
| 2007 | Spin                                | -                         | [ 4 ] |
| 2013 | mI promise (Video)                  | Doctorul                  | [ 4 ] |
| 2014 | Pop Star Puppy                      | Rick                      | [ 4 ] |
| 2015 | Absolution                          | Van Horn                  | [ 4 ] |
| 2016 | Killing Salazar                     | Darol                     | [ 4 ] |
| 2023 | Evadarea perfectă                   | Victor                    |       |